# Anthophora radoszkowskyi
Anthophora radoszkowskyi là một loài Hymenoptera trong họ Apidae. Loài này được Fedtschenko mô tả khoa học năm 1875.